# Christian Friedrich Zincke

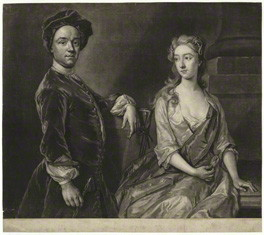
Christian Friedrich Zincke mit seiner zweiten Frau Elizabeth geb. Bothamar (Schabkunst von John Faber dem Jüngeren)

Christian Friedrich Zincke (* vermutlich 1684 (jedenfalls zwischen 1683 und 1685) in Dresden; † 24. März 1767 in Lambeth, heute Stadtbezirk von London) war ein deutscher, in England tätiger Barock-Maler. Er kam im Alter von etwa 22 Jahren nach London, wo er bis 1752 lebte und wirkte. Er war ein berühmter Miniatur- und der erfolgreichste Email-Maler seiner Zeit. Er war der ältere Bruder des Malers Paul Christian Zink.

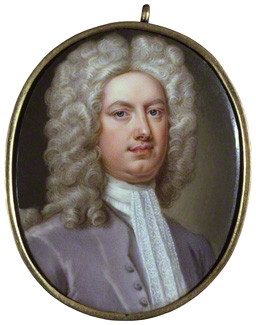
Horace Walpole – Miniaturporträt von Christian Friedrich Zincke

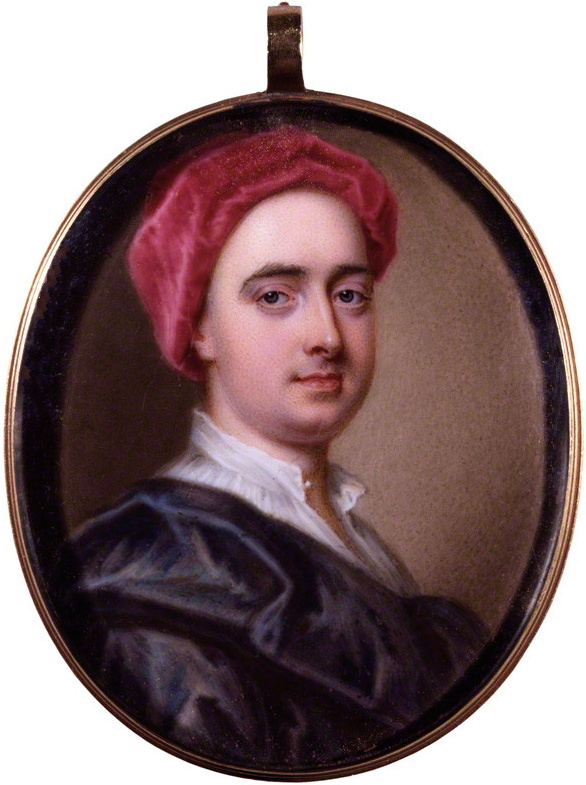
Thomas Winnington

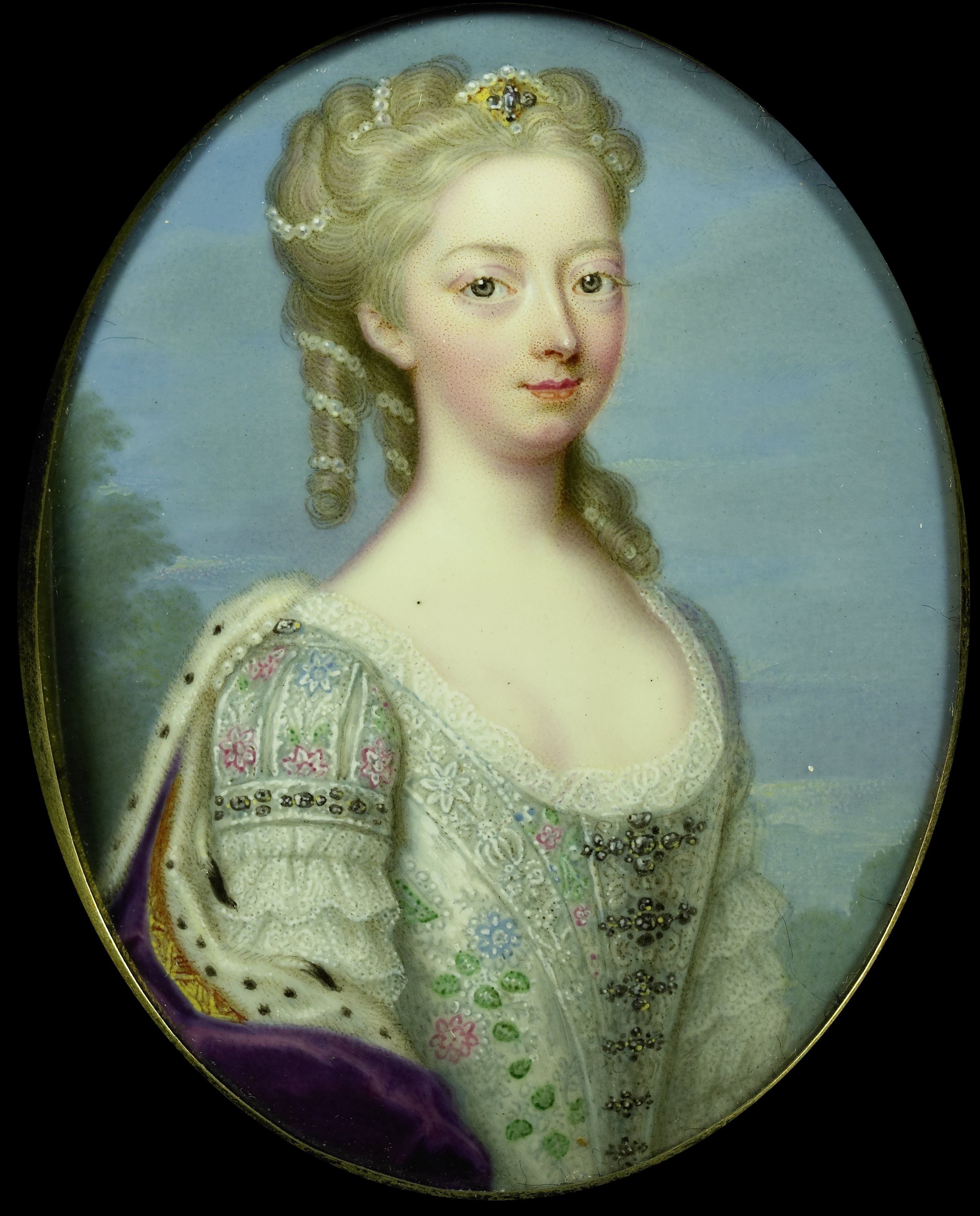
Anna von Großbritannien, Irland und Hannover

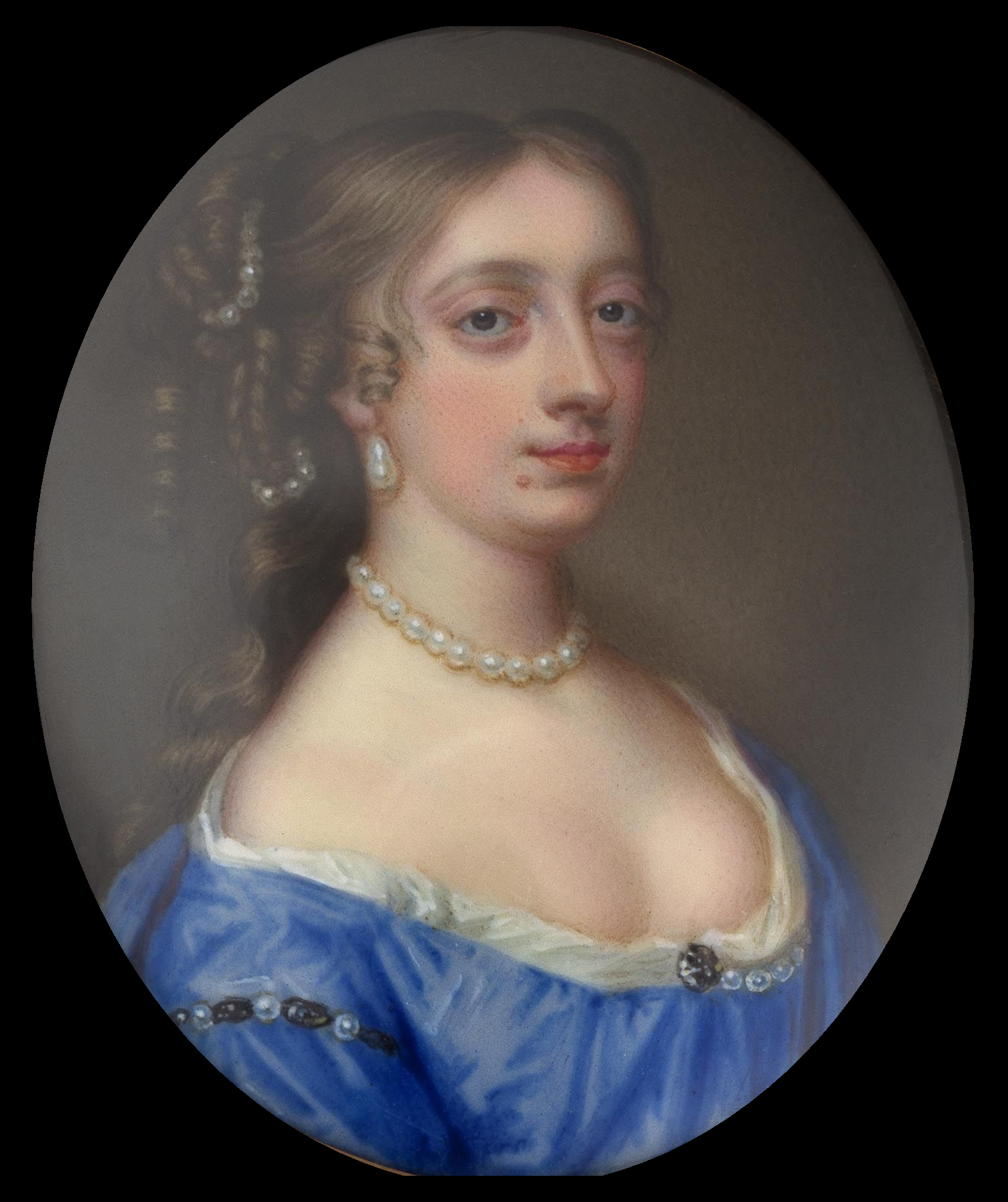
Henrietta Boyle

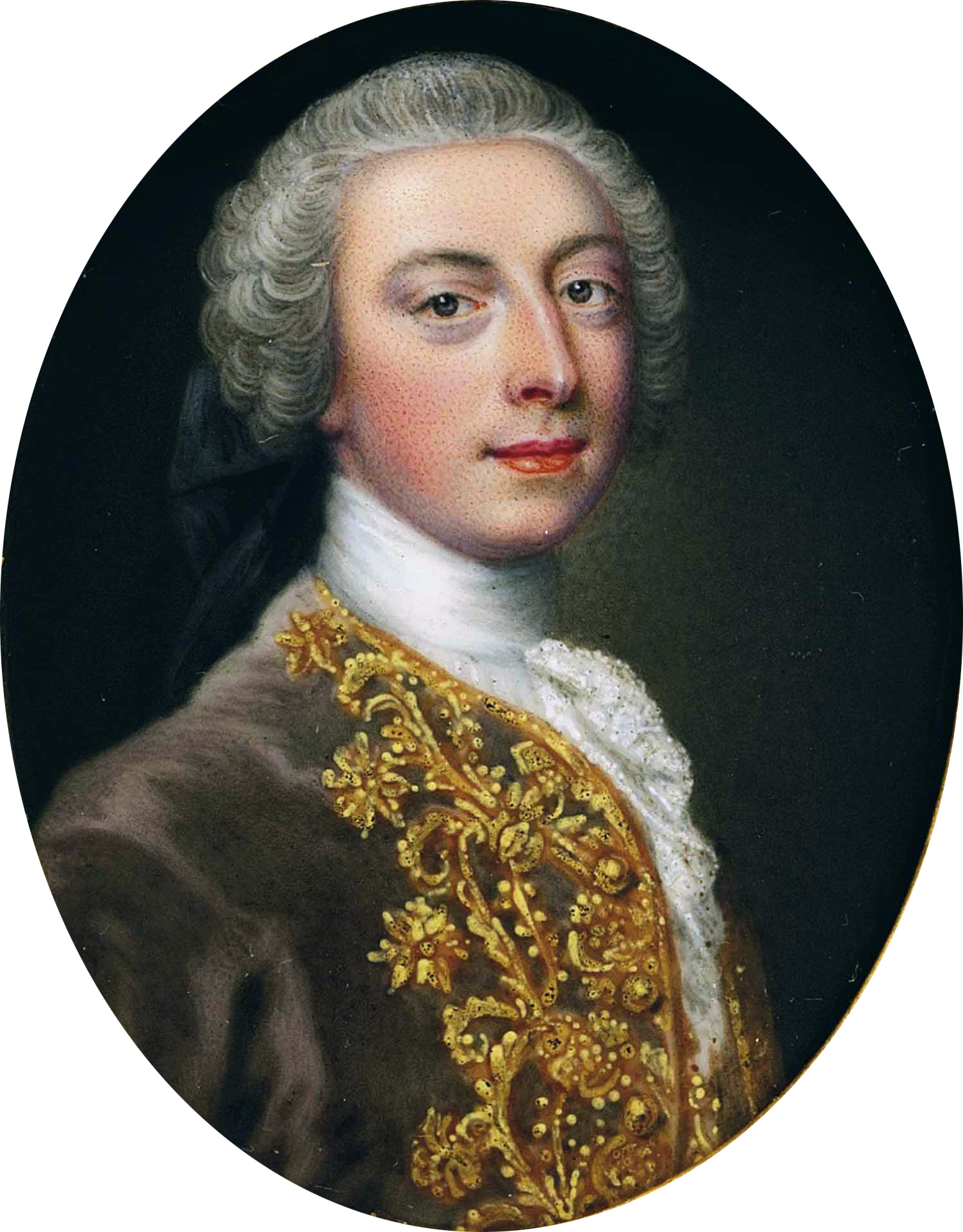
Danvers Osborn

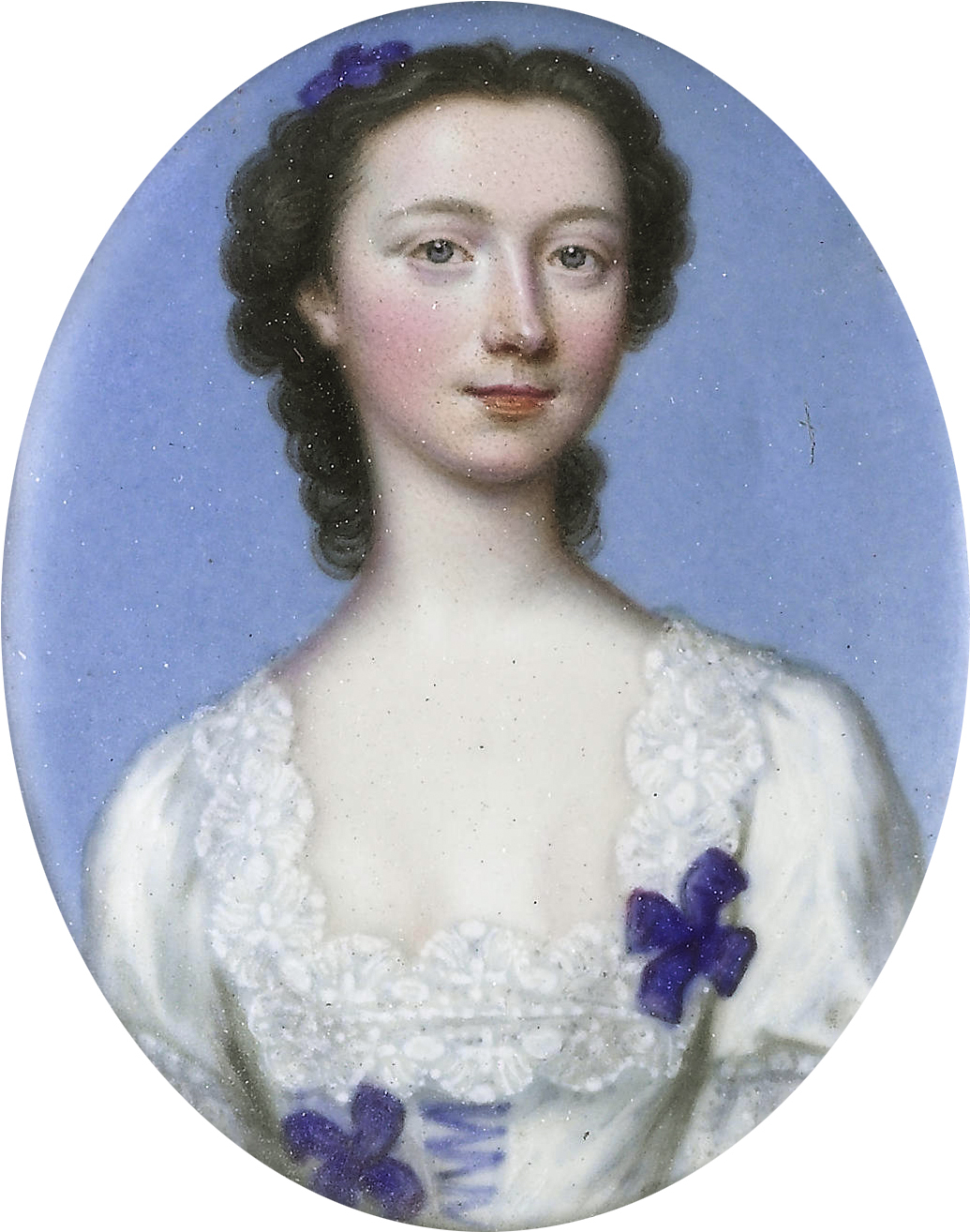
Catherine Talbot

## Leben
Zincke war der Sohn eines Dresdener Goldschmieds, der ihn auf den gleichen Beruf vorbereitete. Er lernte aber auch Malerei bei dem Porträtmaler Heinrich Christoph Fehling. 1706 reiste er auf Einladung des berühmten schwedischen Email-Malers Charles Boit nach London, um ihn bei der Anfertigung eines großen Emailgemäldes zum Gedenken an die Schlacht von Höchstädt zu unterstützen. Dieses Projekt wurde nie abgeschlossen, Zincke blieb jedoch in London, zunächst als Boits Schüler, doch bald überholte er seinen Lehrer.
Nachdem Boit 1714 nach Frankreich ausgereist war, ließ sich Zincke als selbständiger Maler in der Tavistock Street in Covent Garden nieder. Zwar „erbte“ er damals mehrere Kunden Boits, doch die meisten Kunden aus der vornehmen Londoner Gesellschaft sowie die Unterstützung des königlichen Hofes gewann er dank der Empfehlung seines älteren, ebenfalls aus Deutschland stammenden Kollegen Godfrey Kneller. Zinckes kleine Emailporträts fanden Anerkennung und bald erfreuten sie sich großer Beliebtheit. Mehrere Emailporträts malte er beispielsweise für Sir Robert Walpole, hauptsächlich Mitglieder seiner Familie, darunter auch eines seines Sohnes Horace Walpole. Einige Aufträge bekam er vom König Georg II. und von der Königin Caroline. Nach George Vertue, dessen Memoiren die Hauptquelle der Informationen über Zinckes Leben bilden, hatte er in manchen Jahren mehr vornehme Kunden als jeder andere Maler jener Zeit. Friedrich Ludwig, Prince of Wales, ernannte Zincke 1732 zu seinem Hofmaler. Wegen der hohen Nachfrage nach seinen Porträts einerseits und seiner nachlassenden Sehkraft andererseits erhöhte Zincke 1742 den Preis für ein kleines Porträt von 20 auf 30 gns. In den 1750er Jahren wurde er von Madame de Pompadour beauftragt, für sie ein Miniaturporträt nach einem aus Frankreich zugesandten Ölporträt Ludwigs XV. anzufertigen.
Wegen der nachlassenden Sehkraft musste Christian Friedrich Zincke seine Tätigkeit 1752 aufgeben. Er übergab das Geschäft an James Deacon und zog nach Süd-Lambeth, wo er bis zu seinem Tod lebte. Er gab aber seinen Beruf nicht völlig auf: er unterrichtete. Sein erfolgreichster Schüler war Jeremias Mayer, den er in den Jahren 1757–58 unterrichtete.

## Familie
Zincke war zweimal verheiratet. Mit der ersten Frau hatte er einen Sohn und eine Tochter. Seine zweite Frau, Elizabeth geb. Bothmar, überlebte ihn. Zinckes Enkel Francis Zincke († 1830) versuchte in seine Fußstapfen zu treten. Er war Kopienmaler in London. Er fälschte zahlreiche Porträts William Shakespeares, John Miltons und anderer Berühmtheiten, doch verstarb völlig verarmt.

## Leistung
Zincke malte die meisten seiner Porträts nach lebenden Modellen, aber für manche verwendete er als Gedächtnishilfe Ölporträts andrer Maler. Besonders häufig scheint er Porträts von Godfrey Kneller und Michael Dahl kopiert zu haben. Um den richtigen Hautton zu treffen, verwendete er eine Punktiertechnik, die darauf beruht, winzige rote Pünktchen in entsprechender Dichte aufzutragen. Zinckes Emailporträts sind sorgfältigst und genauestens angefertigt, aber sowohl bei den Farbtönen als auch bei der Komposition des Bildes fehlt es ihnen an der Anmut und Zartheit der Gemälde von Jean Louis Petitot. Trotzdem wurden sie zu Recht bewundert.
Zinckes Porträts kann man in vielen privaten Kollektionen antreffen, aber auch mehrere Museen (Ashmolean Museum in Oxford, Victoria and Albert Museum in London sowie National Portrait Gallery in London) besitzen kleine Sammlungen.
Zinckes Miniaturen dienten mehreren Künstlern als Vorlage für ihre Zeichnungen oder Drucktechniken wie Kupferstich, Schabkunst und Lithographie. Es sind hier zu nennen: George Vertue, Thomas Major, John Faber der Jüngere, Charles Picart, William Smith, Robert Grave, Achille Devéria, Henry Bone und Valentine Green.

## Berühmtere Arbeiten
- 1720er Jahre: Thomas Winnington (Email auf Kupferblech, 44 × 38 mm, NPG 85)
- ca. 1720–25: Horace Walpole (Email auf Kupferblech, 45 × 37 mm, NPG 6417)
- Peregrine Hyde Osborne (1691–1731) (Email auf Kupferblech, H 48 mm)
- ca. 1730–34 Anna von Großbritannien, Irland und Hannover (Email auf Gold, 76 × 60 mm, Rijksmuseum Amsterdam)
- ca. 1732: Königin Caroline (Email auf Kupferblech, Loan-Gilbert.279-2008)
- Georg Friedrich Händel (Email auf Kupferblech)
- Augustus FitzRoy (1716–1741) (Email auf Kupferblech, H 67 mm)
- 1738 Margaret Cavendish Bentinck (Email auf Kupferblech)
- William Bentinck (1709–1762) (Email auf Kupferblech, H 40 mm)
- ca. 1740–45: William Nassau de Zuylestein (1717–1781) (Email auf Kupferblech, 45 × 35 mm, NPG 5796)
- ca. 1743–45: William Augustus, Duke of Cumberland (Email auf Kupferblech, 38 × 32 mm, NPG 6285)
- Danvers Osborn (1715–1753) (Email auf Kupferblech, H 41 mm)
- ca. 1750: Catherine Talbot (1721–1770) (Email auf Kupferblech, H 47 mm)
- Henrietta Boyle (Email auf Kupferblech, H 45 mm, Denver Art Museum, Berger Collection 130)
- Elizabeth Butler geb. Crew (um 1679–1756) (Email auf Kupferblech, B 75 mm)
- ca. 1752: William Gore (1711–1769) (Email auf Kupferblech, H 43 mm, Denver Art Museum, Berger Collection 106)